# 亞美尼亞禮天主教阿勒頗總教區
亞美尼亞禮天主教阿勒頗總教區（拉丁語：Archieparchia Aleppensis Armenorum）是敘利亞一個東儀天主教總教區（亞美尼亞禮）。
1710年升為教區，1899年2月3日升為總教區。2009年有九名司鐸、六個堂區（五個在阿勒頗，一個在拉卡）、17,500名教友。現任教區總主教為布特罗斯·玛拉亚蒂。

## 历史
成立于 1710 年，前身为阿勒颇教区（哈拉布/贝罗亚教区）
1899.03 年 2 月 3 日晋升为阿勒颇大主教区（大主教管区）。